# Batista Júnior
João Batista de Oliveira Júnior, mais conhecido como Batista Júnior (Itapira, 15 de janeiro de 1894 — Rio de Janeiro, 24 de maio de 1943) foi um cantor, comediante, compositor e ventríloquo brasileiro. Pai das cantoras Dircinha e Linda Batista, foi o maior ventríloquo que já nasceu no Brasil, segundo o crítico Brício de Abreu.

## Filmografia
- 1931 — Mágoa Sertaneja
- 1931 — Cousas Nossas
- 1936 — O Bobo do Rei
- 1938 — Bombonzinho
- 1938 — Branca de Neve e os Sete Anões (dublagem — voz da persongem Soneca)
- 1940 — Laranja da China
- 1941 — Entra na Farra